# ایشیکاواجیما-هاریما جی۳
ایشیکاواجیما-هاریما جی۳ (به انگلیسی: Ishikawajima-Harima J3) یک موتور هواگرد ساختِ کارخانهٔ آی‌اچ‌آی در کشور ژاپن است.